# MS Scandinavian Star

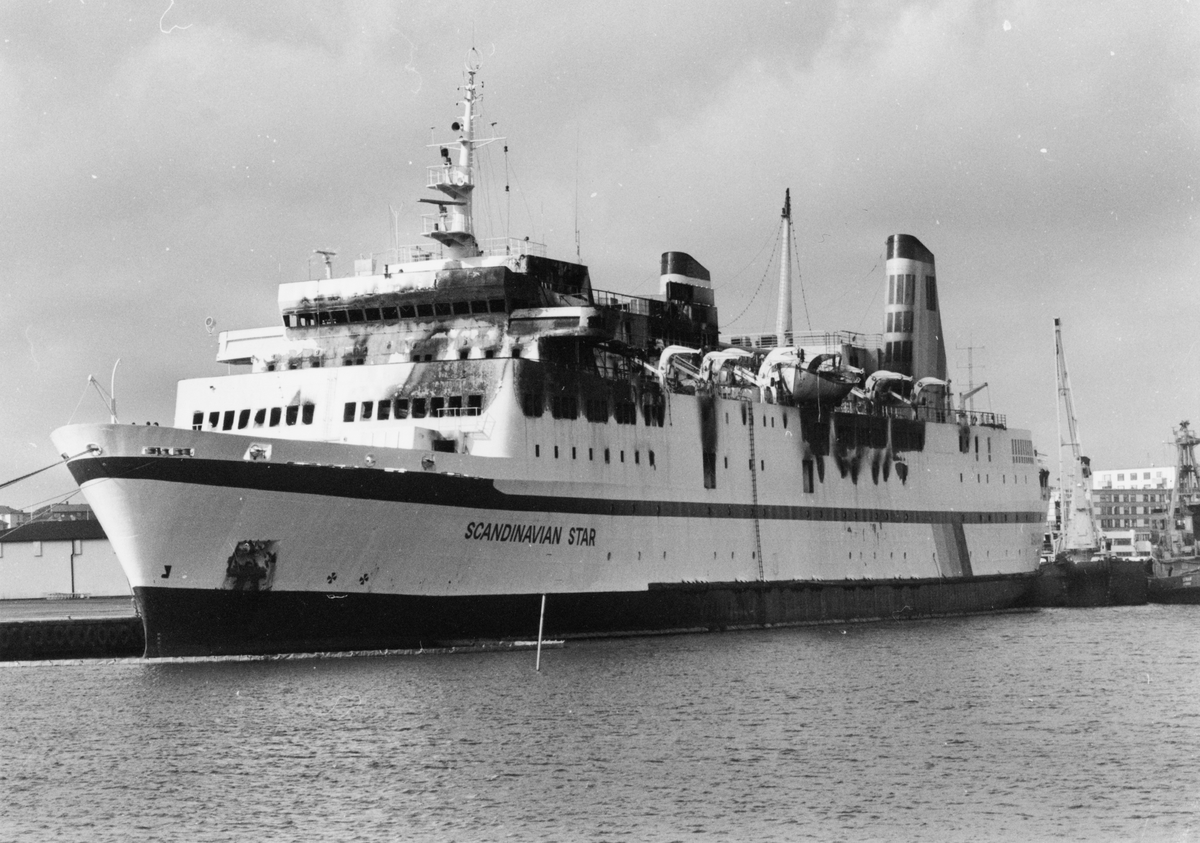
Scandinavian Star po požáru

MS Scandinavian Star (Hvězda Skandinávie) byla loď postavená ve Francii. Spuštěná na vodu v roce 1971 sloužila různým způsobem a pod různými jmény vícero vlastníkům až do roku 2004, kdy byla sešrotována. Jméno Scandinavian Star smutně proslavila požárem, který na lodi vypukl v noci 7. dubna 1990, kdy sloužila jako trajekt jezdící mezi norským Oslem a dánským Frederikshavnem. Při požáru, který byl podle vyšetřovatelů úmyslně založen, zemřelo 159 lidí. Katastrofě byl věnován jeden díl dokumentární série Vteřiny před katastrofou.